# 菱湖四极虫
菱湖四极虫（学名：Chloromyxum linghuensis）为四极科四极虫属的动物。在中国，分布于浙江、江苏等，营寄生生活，寄生在银鲫的肌肉组织。